# Буайе, Луи
| Открытые астероиды: 40 | Открытые астероиды: 40 |
| ---------------------- | ---------------------- |
| (1177) Гоннессия       | 24 ноября 1930         |
| (1211) Брессоль        | 2 декабря 1931         |
| (1212) Франсетта       | 3 декабря 1931         |
| (1295) Дефлотта        | 25 ноября 1933         |
| (1296) Андре           | 25 ноября 1933         |
| (1301) Ивонна          | 7 марта 1934           |
| (1338) Дюпонта         | 4 декабря 1934         |
| (1339) Дезаньо         | 4 декабря 1934         |
| (1340) Иветта          | 27 декабря 1934        |
| (1343) Николь          | 29 марта 1935          |
| (1344) Кобета          | 1 апреля 1935          |
| (1364) Сафара          | 18 ноября 1935         |
| (1377) Робербо         | 14 февраля 1936        |
| (1380) Володия         | 16 марта 1936          |
| (1392) Пьер            | 16 марта 1936          |
| (1400) Тирела          | 17 ноября 1936         |
| (1412) Lagrula         | 19 января 1937         |
| (1413) Roucarie        | 12 февраля 1937        |
| (1414) Jérôme          | 12 февраля 1937        |
| (1415) Malautra        | 4 марта 1937           |
| (1416) Renauxa         | 4 марта 1937           |
| (1511) Daléra          | 22 марта 1939          |
| (1574) Meyer           | 22 марта 1949          |
| (1577) Reiss           | 19 января 1949         |
| (1594) Danjon          | 23 ноября 1949         |
| (1597) Laugier         | 7 марта 1949           |
| (1598) Paloque         | 11 февраля 1950        |
| (1599) Giomus          | 17 ноября 1950         |
| (1601) Патри           | 18 мая 1942            |
| (1606) Jekhovsky       | 14 сентября 1950       |
| (1616) Filipoff        | 15 марта 1950          |
| (1617) Alschmitt       | 20 марта 1952          |
| (1629) Pecker          | 28 февраля 1952        |
| (1630) Милет           | 28 февраля 1952        |
| (1649) Fabre           | 27 февраля 1951        |
| (1713) Bancilhon       | 27 сентября 1951       |
| (1714) Sy              | 25 июля 1951           |
| (1851) Lacroute        | 9 ноября 1950          |
| (2021) Poincaré        | 26 июня 1936           |
| (4422) Jarre           | 17 октября 1942        |

Луи Буайе (фр. Louis Boyer; 20 января 1901 — 1999) — французский астроном и первооткрыватель астероидов, который работал в Алжирской обсерватории, в пригороде Алжира. В период с 1930 по 1952 годы им было обнаружено в общей сложности сорок астероидов.
Также работал в обсерватории Ниццы на юго-востоке Фоанции над идентификацией малых тел Солнечной Системы. 
В знак признания его заслуг в честь него был назван астероид (1215) Бойер.
Астероид (1212) Франсетта получил название по имени жены первооткрывателя.Астероид (1211) Брессоль назван в честь племянницы первооткрывателя. Астероиды (1295) Дефлотта ((1296) Андрэ и (1338) Дюпонта названы Буайе в честь своих племянников. Астероид (1301) Ивонна Буайе назвал в честь своей сестры.